# Nadační kapitál
Nadační kapitál (dříve nadační jmění) je peněžní vyjádření (pasivum) nadační jistiny, tj. majetku (aktiv) nadace coby souboru peněžitých i nepeněžitých vkladů a nadačních darů do nadace. Nadační kapitál se zapisuje do nadačního rejstříku a je jednou ze složek, které musí obsahovat nadační listina, ve které musí být údaj o jeho výši. Celková hodnota nadačního kapitálu musí odpovídat alespoň 500 000 Kč. Nadační kapitál má trvalý charakter, je určeno ke generování trvalých výnosů, které jsou následně využívány k dosahování účelu, pro který byla nadace zřízena. Nadační jistina nemůže být zastavena, nebo použita k zajištění dluhu.
Slangově se v Česku pojem nadační kapitál též nahrazuje anglikanismem Endowment, který však má v anglicky mluvících zemích širší význam. 

## Zvýšení nadačního kapitálu
Ke zvýšení nadačního kapitálu může dojít po schválení účetní uzávěrky, a to správní radou do jednoho roku ode dne, kdy byly zjištěny údaje ohledně výše kapitálu. Správní rada pak rozhodne o případném zvýšení nadačního kapitálu a o rozmnožení nadační jistiny.
Do nadační listiny se uvede výše částky, o kterou se nadační kapitál navyšuje, a také zdroj, ze kterého bylo jmění získáno. Pokud se nadační kapitál navýšil darem, jehož předmětem je věc, pak navýšení nemůže být vyšší, než je hodnota této věci. V nadační listině pak je uveden popis věci a způsob, jakým byla stanovena její hodnota.

## Snížení nadačního kapitálu
Pokud to není zakázáno nadační listinou a pokud to vyžaduje zájem na hospodárnějším naplňování účelu nadace, je možné snížit nadační kapitál zkrácením nadační jistiny. Nadační kapitál se smí snížit nanejvýš o pětinu nadačního kapitálu v poledních pěti letech, nikdy však pod částku 500 000 Kč.
V případě, že dojde ke snížení hodnoty nadačního jmění pod hodnotu zapsanou nadačním rejstříkem (například poklesem tržní hodnoty investičních instrumentů pod pořizovací cenu), provede nadace do dvou let doplnění nadačního jmění na takto zapsanou hodnotu. Pokud tak není  schopna učinit, je povinna rozhodnout o snížení nadačního jmění v souladu se skutečným stavem.

## Zrušení nadace
Výše nadačního kapitálu může mít i vliv na předčasné zrušení nadace. Minimální nadační jmění pro založení nadace v České republice činí 500 000 Kč. Pokud v průběhu trvání nadace dojde ke snížení hodnoty nadačního jmění pod tuto hranici a nebude-li do jednoho roka na tuto hranici doplněno, pak je správní rada nadace povinna rozhodnout o návrhu na sloučení nadace s jinou nadací nebo podat soudu návrh na zrušení nadace.